# Nemoura transsylvanica
Nemoura transsylvanica är en bäcksländeart som beskrevs av Kis 1963. Nemoura transsylvanica ingår i släktet Nemoura och familjen kryssbäcksländor. Inga underarter finns listade i Catalogue of Life.